# Каптуровий сеймик
Каптуровий сеймик (пол. Sejmik kapturowy, від пол. kaptur — головний убір ченців під час жалоб, в цьому випадку — смерті короля), інколи також називався післясеймовим — один з видів партикулярних (місцевих) зібрань шляхти, який збирався у період безкоролів'я.
Вперше з'явився у 1572 році у час безкоролів'я. Повстав на засаді конфедерації. На ньому обирали конфедератську владу і утворювали каптуровий суд для кожної землі або воєводства на часи безкоролів'я, так як суди, що діяли від імені короля, не могли функціонувати.
Важливими, з огляду на встановлення прецеденту, є три міжкоролів'я: 1572—1573, 1574—1576, 1586—1587.